# 정친원
정친원(중국어 간체자: 郑钦文, 정체자: 鄭欽文, 병음: Zhèng Qīnwén, 한자음: 정흠문, 2002년 10월 8일~)은 중화인민공화국의 테니스 선수이다.

## 경력

### 2023년
2023년 7월 이탈리아 팔레르모에서 열린 팔레르모 오픈에서 자스민 파올리니를 꺾고 우승하며 선수 경력 처음으로 WTA 투어 대회에서 우승했다. 이후 8월에 열린 US 오픈에 23번 시드를 부여받고 참가했다. 그녀는 나디아 포도로스카와 카이아 카네피를 꺾고 3라운드에 진출했고 3라운드에서 루차 브론체티를 꺾으며 선수 경력 두 번째로 메이저 대회 4라운드에 진출했다. 4라운드에서는 5번 시드를 받은 온스 자베르를 꺾으며 선수 경력 처음으로 8강에 진출했다. 8강에서는 당시 세계 랭킹 2위였던 아리나 사발렌카에게 패했다. 9월에는 항저우에서 열린 아시안 게임 여자 단식에서 중국 국가대표로 참가하여 결승에서 주린을 꺾고 금메달을 획득하였다.

### 2024년
2024년 1월에는 오스트레일리아 오픈에 참가했으며 애슐린 크루거, 케이티 불터, 왕야판, 오세안 도댕을 차례로 꺾고 8강에 진출했다. 8강에서 안나 칼린스카야, 준결승에서 선수 경력 첫 준결승 진출자인 다야나 야스트렘스카를 꺾으며 결승에 진출했다. 결승에서는 사발렌카에게 패하여 준우승을 차지했다. 그녀는 정제, 리나, 펑솨이 이후로 메이저 준결승에 오른 4번째 중국 선수가 되었으며 2014년의 리나 이후로 두번째로 메이저 결승에 오른 중국 선수가 되었다.
같은 해 7월에는 2024년 하계 올림픽에 참가했으며 사라 에라니, 아란차 루스, 에마 나바로, 안젤리크 케르버, 이가 시비옹테크를 꺾고 여자 단식 결승에 올랐다. 9월 3일에 열린 결승에서 크로아티아의 도나 베키치를 각각 6-2, 6-3으로 꺾고 금메달을 획득했으며 올림픽 테니스 단식 종목에서 금메달을 획득한 최초의 아시아 선수가 되었다. 이 금메달은 중국의 역대 2번째 올림픽 테니스 금메달이며 2004년 여자 복식 이후 최초이다.